# José Parra Martínez
José Parra Martínez (Blanes, 28 de agosto de 1925 - 29 de fevereiro de 2016) foi um futebolista espanhol.

## Carreira
Parra atuou como zagueiro pelo RCD Espanyol entre 1947 e 1959, chegando a jogar na Seleção Espanhola de Futebol entre 1950 e 1954, onde marcou um gol contra a favor do Brasil, na derrota por 6-1.